# شفاء
الشفاء هو نهاية الحالة الطبية. يمكن أن يحدث الشفاء بواسطة مادة أو عملية معينة مثل الأدوية أو العمليات الجراحية أو التغيير في نمط الحياة أو حتى العقلية الفلسفية التي يمكن أن تساعد في إنهاء معاناة المريض وذلك بعد مقاربة المريض . في هذه الحالة، يمكن أن يقال أن المريض قد شفي أو أن حالته قد التئمت.

## مفاهيم متعلقة بالشفاء
- الهدأة هي حالة من النهاية المؤقتة للعلامات والأعراض الطبية لمرض غير قابل للشفاء.
- يطلق على المرض بأنه غير قابل للشفاء إذا كانت هنالك فرصة متوقعة لحصول انتكاس في أي لحظة، بعض النظر عن الفترة التي تستمر فيها الهدأة.
- قد لا يكون المرض غير القابل للشفاء مرضا عضالا، وفي المقابل قد يؤدي المرض القابل للشفاء إلى الوفاة.
- نسبة الناس المصابين بمرض ما والذي يشفون بعد تعاطيهم علاجا معينا تدعى نسبة الشفاء والتي تمكن وصفها من خلال مقارنة حياة خالية من المرض لمجموعة من الناس مع مجموعة تحكم لم تصب بالمرض أبدا.[1] كما يمكن حساب نسبة الشفاء ووقت الشفاء قياس معدل شفاء مجموعة مصابة بالمرض يعودون بمعدل مخاطرة المعدل العام للناس.[2][3]
- الفكرة الموروثة عن الشفاء هي النهاية الظاهرية للمرض.[4][5] عندما يتعافى شخص من الزكام فإن يقال له قد شفي حتى لو أصيب بالزكام مرة ثانية في يوم من الأيام. لكن بالمقابل فإن الشخص المصاب بالسكري لا يقال له بأنه شفي حتى لو تمكن من السيطرة على المرض بنجاح ولم تكن لديه أية أعراض ظاهرة.

إن المعافاة والاستجابة والهدأة مفاهيم شبيهة بالشفاء لكن قد تختلف عنه.